# 金斯頓鎮區 (密蘇里州考德威爾縣)
金斯頓鎮區（英語：Kingston Township）是位於美國密蘇里州考德威爾縣的一個行政鎮區。

## 地方資料
金斯頓鎮區的面積為91.20平方千米，皆為陸地。根據2020年美國人口普查的數據，當地共有人口532人，而人口密度為每平方千米5.83人。